# Сароян, Уильям
Уи́льям Сароя́н (англ. William Saroyan, арм. Վիլյամ Սարոյան; 31 августа 1908, Фресно, Калифорния, США — 18 мая 1981 года, там же) — американский писатель и драматург армянского происхождения. Продуктивный прозаик, он обращался к самым различным жанрам и темам: от своей исторической родины («Армянин и армянин») до пацифизма («Приключения Весли Джексона»). Был удостоен Пулитцеровской премии (1940) за лучшую драму («Лучшие годы вашей жизни»), от которой отказался, а также «Оскара» (1944) за лучший литературный первоисточник («Человеческая комедия»).
Сароян в своём творчестве сумел объединить традиции русского новеллиста Антона Чехова и американского Шервуда Андерсона.

## Биография
Родился 31 августа 1908 года в семье поэта Арменака Сарояна и его жены Такуи, эмигрантов из города Битлиса (нынешняя Турция), где, по словам самого У. Сарояна, дальнейшая жизнь армян была невозможной. Детство провёл в г. Фресно (штат Калифорния).
Сароян начал свою трудовую деятельность почтальоном.
Героями его произведений всегда были простые и не очень счастливые люди, о которых он писал с теплотой, состраданием и надеждой на лучшее.
Сароян в своём творчестве сумел объединить традиции русского новеллиста Антона Чехова и американского Шервуда Андерсона.

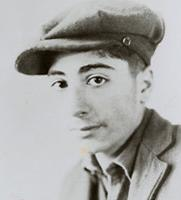
Сароян в молодости

Признание пришло к нему после первого же сборника рассказов «Отважный молодой человек на летающей трапеции» (англ. The Daring Young Man on the Flying Trapeze, 1934); герой одноименного рассказа — безработный, умирающий с голоду юноша. В 1934—1963 годах шесть раз награждался премией О. Генри.
Уильям Сароян написал более полутора тысяч рассказов, двенадцать пьес и около десяти романов (исчисление включает бумаги, найденные вокруг тела Сарояна, которые, однако, не тянут на роман). Одним из лучших его произведений считается частично автобиографическая повесть «Человеческая комедия» (The Human Comedy, 1942). Известны также романы «Приключения Весли Джексона» (Adventures of Wesley Jackson, 1946) и «Мама, я тебя люблю» (Mama I Love You, 1956) и другие.
В 1940 году вышел в свет сборник рассказов «Меня зовут Арам» (My Name Is Aram), в 1944 году — «Дорогой малыш» (Dear Baby).
Как драматург Сароян заявил о себе пьесой «В горах мое сердце» (My Heart’s in the Highlands, 1939), о непризнанном счастливце-поэте, юноше, всё принимающем близко к сердцу, а также старом актёре и музыканте, с его мыслями о прошлом и будущем. В последовавшей за ней пьесе «Вся ваша жизнь» (Time of your life, 1939; русский перевод под названием «Путь вашей жизни») писатель в фантасмагорических сценах, разворачивающихся в таверне, живописует самых разных героев, каждый из которых имеет своё представление о счастье.
Начиная с 1935 г. Сароян четырежды побывал в Советской Армении, в 1964 г. посетил также город своих предков Битлис, о чём впоследствии (1975) написал пьесу «Битлис».
Заурядное любовное приключение — тема «Вечной нежной песни любви» (Love’s Old Sweet Song, 1940), повествующей об идиллическом знакомстве привлекательной старой девы из Калифорнии с неким коммивояжером и семейством из оклахомского захолустья.
Энтузиазм молодости, её порывы — то, что так любит изображать Сароян, — пронизывают пьесу «Прекрасные люди» (The Beautiful People, 1941).
В 1943 была поставлена пьеса «Уходи, старик» (Get Away, Old Man), в 1957 — «Пещерные люди» (The Cave Dwellers).
В 1972 Сароян опубликовал книгу воспоминаний «Места, где я проводил время» (Places Where I’ve Done Time).
Одним из его военных друзей был Стэн Ли. По словам самого Ли, ещё в военные годы они вместе писали сценарии, а также снимали фильмы и видеорепортажи.
Сароян был близко знаком с Мэрилин Монро. Дважды был женат на американской актрисе еврейского происхождения Кэрол Маркус. От этого брака у них сын Арам и дочь Лусине (Льюси).
Умер Сароян 18 мая 1981 года в его родном городе Фресно. Тело было кремировано; половина праха захоронена на Араратском кладбище во Фресно, другая — в пантеоне имени Комитаса в Ереване.

## Дом-музей Уильяма Сарояна
31 августа 2018 года в городе Фресно, Калифорния, США, в доме Сарояна, где он прожил последние 17 лет своей жизни, открылся дом-музей писателя. В доме представлены фотографии из разных периодов жизни писателя, картины Сарояна, рисунки, обложки его книг. Также в музее присутствует отдельная комната, где находится голограмма писателя.

## Влияние
- Сароян — любимый писатель актера Джони Деппа, а цитата из «Всей вашей жизни» вытатуирована на правой руке киногероя Джека Воробья[12]: «Обнаруживай вещи, которые сверкают, но не находятся в упадке. Воодушевляй добродетели в каждом сердце, в которое могли прокрасться скрытность и боль, привнесенное позором и ужасом этого мира. Игнорируй очевидное — это не заслуживает чистого взгляда и доброго сердца. Не будь подчиненным кому-либо, но и не будь превосходящим каждого человека. Помни, что каждый человек — разнообразие тебя»[13].
- Творчество Сарояна оказало влияние на Джека Керуака[14], Джозефа Хеллера и Рэя Брэдбери[15].
- Сароян был очень популярным в СССР. Согласно Александру Генису, «он предшественник и современник наших 60-х. Из него выросла во многом проза в журнале „Юность“»[16].
  - Сарояном был очень увлечён Сергей Довлатов[17][18].
  - Творчество Сарояна любил Юрий Коваль, который признавался: «Больше всего люблю его рассказ „Гранатовая роща“. В какой-то мере, моя „Самая лёгкая лодка в мире“ — поклон „Гранатовой роще“»[19].

## Адреса
- 2729 W Griffith Way, Фресно, CA 93705, США (1964-1981). В этом доме теперь находится музей писателя.
- 9441 Wilshire blvd, Беверли-Хиллз, США. В этом здании находился офис писателя[20].
- 74 Rue Taitbout, Париж, Франция. Сароян жил в мансарде дома, где и написал книгу "Письма из 74 rue Taitbout" (1969).

## Память

Памятник Сарояну в Ереване

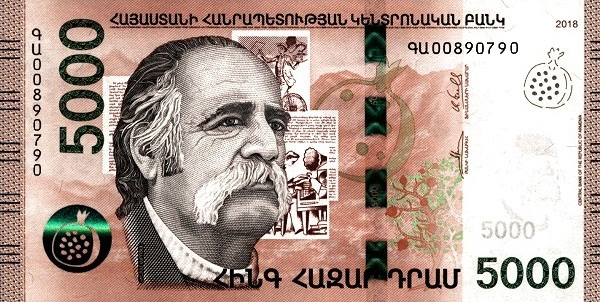
Сароян на банкноте 5000 армянских драм

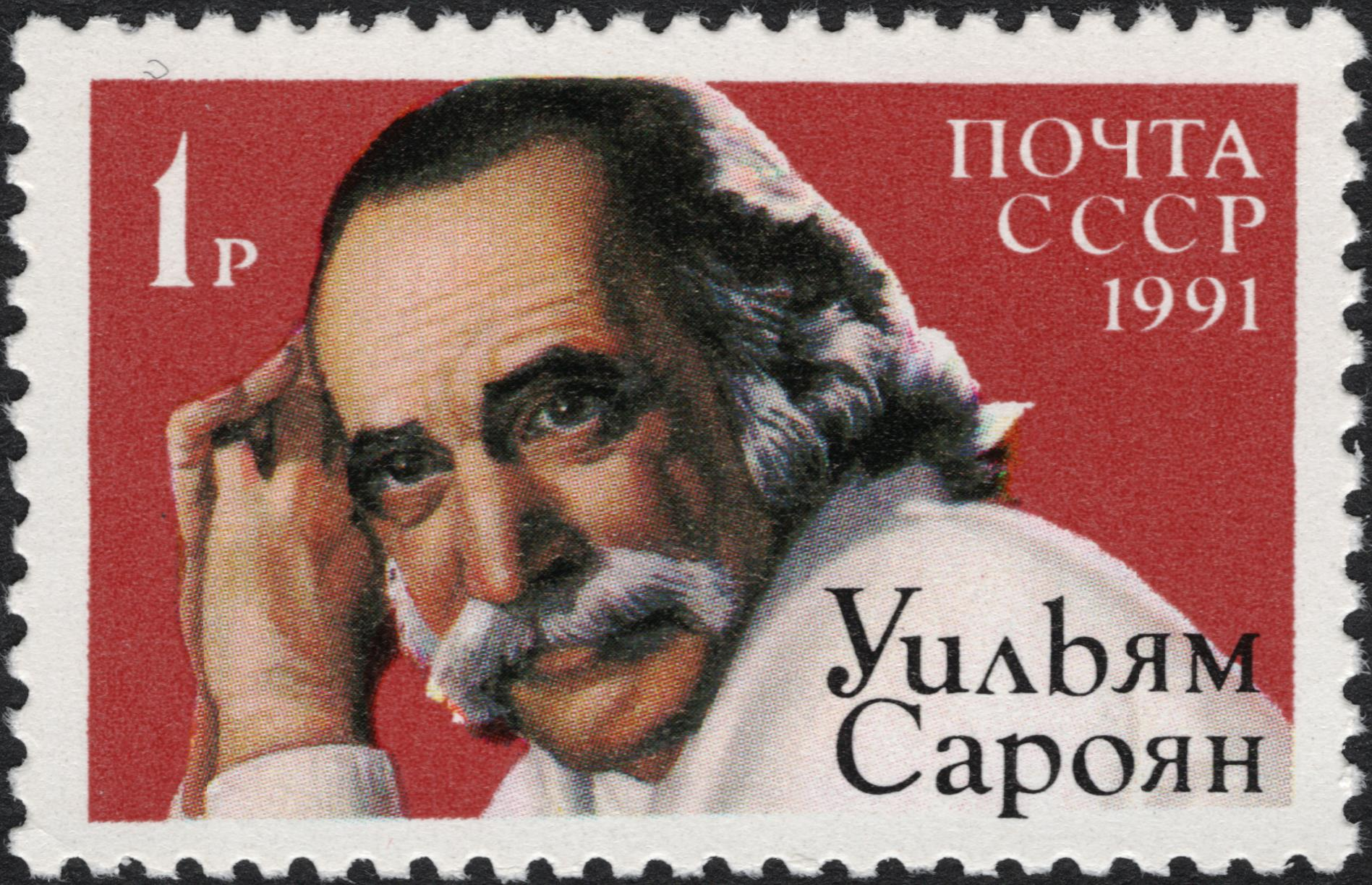
Почтовая марка СССР с портретом писателя Уильяма Сарояна

В 2008 году на Проспекте Месропа Маштоца в Ереване был установлен памятник Сарояну (скульптор Давид Ереванци, архитекторы Рубен Асратян и Левон Игитян).
В 2014 году городской совет города Битлис утвердил переименование пяти улиц в исторической части города в Юго-Восточной Турции. Среди новых названий улиц есть и «Улица Уильяма Сарояна».
В 2015 году открылись библиотеки в честь Уильяма Сарояна в городе Битлис, Турция.
В 2018 году открылся дом-музей Уильяма Сарояна в городе Фресно, США.

## Сочинения

### Рассказы
- «Отважный молодой человек на летающей трапеции» (The Daring Young Man on the Flying Trapeze, 1934),
- «Вдох и выдох» (1936),
- «Андраник Армянский» (1936),
- «Маленькие дети» (1937),
- «Беда с тиграми» (1938),
- «Меня зовут Арам» (1940),
- «Рок Ваграм» (1951),
- «Весь свет и сами небеса» (1956),
- «Самая холодная зима с 1854 года»,
- «Воскресный цеппелин»,
- «Джим Пембертон и его сын Триггер»,
- «Гений»,
- «Зимой на винограднике»,
- «Пятидесятиярдовый пробег»,
- «Три, четыре, пять, вышел зайчик погулять»,
- «Вельветовые штаны»,
- «Смех»,
- «60 миль в час»,
- «Откуда я родом, там люди воспитанные»,
- «Певчие пресвитерианской церкви»,
- «Первый день в школе»,
- «Читатель „Всемирного альманаха“»,
- «Гарри»,
- «Пианино»,
- «Поучительные сказочки моей родины»,
- «Бедный опалённый „араб“»,
- «Лето белого коня»,
- «Поездка в Ханфорд»,
- «Гранатовая роща»,
- «Старомодный роман с любовными стихами и всем прочим»,
- «Филиппинец и пьяный»,
- «Апельсины»,
- «Война»,
- «Во имя любви к Дэзи»,
- «Парикмахер, у дяди которого дрессированный тигр отгрыз голову».

### Пьесы
- «В горах моё сердце» (1939),
- «Лучшие годы вашей жизни» (1939),
- «Время твоей жизни[англ.]» (1939, Пулитцеровская премия),
- «Пещерные люди» (1939),
- «Проходи, старик» (1944),
- «Эй, кто-нибудь» (1941),
- «Игроки в Пинг-Понг»,
- «Голодные»,
- «Избиение младенцев».

### Романы
- «Человеческая комедия» (1943, рус. пер. 1955),
- «Приключения Весли Джексона» (1946, рус. пер. 1959),
- «Мама, я тебя люблю» (1956, рус. пер. 1970),
- «Папа, ты сошел с ума» (1957, рус. пер. 1964),
- «Мальчики и девочки» (1963).

### Мемуары
- «Не умирать», 1963,
- «Дни жизни и смерти и бегства на луну», 1970,
- «Места, где я отбывал срок», 1972.

## Фильмография
- 1943 — Человеческая комедия / The Human Comedy (США, реж. Кларенс Браун) — по одноимённому роману
- 1948 — Время твоей жизни / The Time of Your Life (США, реж. Генри Поттер) — по одноимённой пьесе
- 1958 — Филиппинец и пьяный (режиссёр — Шухрат Аббасов)
- 1962 — Эй, кто-нибудь! (режиссёры — Андрей Смирнов и Борис Яшин)
- 1967 — В горах моё сердце (режиссёр — Рустам Хамдамов)
- 1976 — В горах моё сердце (режиссёр — Левон Григорян)
- 2007 — Изгнание (режиссёр — Андрей Звягинцев)
- 2015 — Итака / Ithaca, США, реж. Мег Райан — по роману «Человеческая комедия»
- «Избиение младенцев»[26], телеспектакль по пьесе У.Сарояна;
  - режиссёр Михаил Фалкин[27];
- актеры:
  - И.Мазуркевич,
  - Г.Штиль,
  - О.Антонова,
  - Н.Мартон,
  - Н.Лавров,
  - В.Ерёмин,
  - В.Лелётко[28],
  - Д.Бульба[29],
  - Г.Ложкин,
  - К.Демидов,
  - О.Куликович,
  - Л.Жукова,
  - Е.Филатов,
  - И.Конопацкая,
  - А.Хочинский.

## Публикации
- The W. Saroyan reader. N. Y., 1958; Letters from 74 rue Taitbon, N. Y., 1968;
- I used to believe I had forever, now I’m not sure N. Y., 1969; в рус. пер. — 60 миль в час. Рассказы, М., 1958;
- Что-то смешное. Серьёзная повесть, «Литературная Армения», 1963, No 5-8
- Путь вашей жизни. Пьесы, М., 1966.